# Stelis texana
Stelis texana är en biart som först beskrevs av Thorp 1966.  Stelis texana ingår i släktet pansarbin, och familjen buksamlarbin. Inga underarter finns listade i Catalogue of Life.